# Îles Columbretes
Les îles Columbretes constituent un ensemble de quatre groupes d'îles volcaniques d'Espagne situées à trente milles marins à l'est du cap d'Oropesa, rattachées à la commune de Castelló de la Plana, dans la province de Castellón.
Ces groupes d'îles sont : la Columbrete Grande, La Ferrera, La Foradada et el Carallot. De plus existent dans l'archipel de nombreux écueils.

## Présentation
Le nom des îles vient des premiers navigateurs grecs et romains. Initialement on leur a donné le nom d'Ophiusa ou Colubraria, à cause des nombreux serpents qui s'y trouvaient. Durant des siècles, elles ont servi de refuge aux pirates et aux contrebandiers.
Au XIXe siècle, l'île de Columbrete Grande est incendiée pour exterminer les serpents, et on construit le phare qui est gardé jusqu'en 1975, année qui voit son automatisation. Depuis, les îles ne sont habitées que par du personnel appartenant aux services de surveillance établis par la Communauté valencienne en 1987.
Elles sont situées sur des fonds de 80 mètres de profondeur et couvrent une surface de trois milles marins, représentant un des petits archipels de très grand intérêt écologique de la Méditerranée.
L'île de plus grande taille, connue comme la Columbrete Grande ou L'illa Grossa, a un profil en forme d'arc ouvert, caractéristique d'une grande activité volcanique sous-marine. El Carallot, avec ses 32 mètres d'altitude, représente les restes de la cheminée centrale d'un volcan.
Jusqu'à ce qu'elles soient protégées, elles servaient de champ de tir pour l'aviation et la marine, ce qui a détérioré de nombreux écueils qui s'y trouvent. À cela se sont ajoutées  les visites incontrôlées et la pêche sauvage.
Actuellement, l'archipel est devenu un parc naturel qui accueille quelques espèces en danger d'extinction et ses fonds sont une réserve de pêche de grande importance qui contribue à la reproduction de nombreuses espèces de poissons de la zone.
En même temps, les îles Columbretes constituent un but de premier ordre pour les passionnés de plongée sous-marine venus de tous les horizons, à cause de la transparence de leurs eaux, de la beauté de ses fonds et de la grande variété et quantité des espèces animales et végétales qu'elles abritent.
(Il existe des restrictions concernant les brevets et certifications nécessaires pour pouvoir plonger dans le parc. Par exemple : 2 étoiles CMAS minimum ou Advanced Openwater pour certains organismes. Certains organismes ne sont pas reconnus. Les diplômes de moniteur professionnel ou instructeur CMAS ne sont pas reconnus.) (source en cours)
Le mouillage sur ancre n'est pas recommandé mais plusieurs bouées de mouillage permettent aux embarcations de plaisance d'y passer la nuit. Après appel par VHF le gardien du parc accueille les visiteurs sur le petit embarcadère de l'île principale et accompagne la visite.

### Aire protégée
- La réserve marine des Îles Columbretes a une superficie maritime d'environ 5 480 ha.
- La réserve naturelle des Îles Columbretes a une superficie émergée de 19 ha.

## Groupes d'îles
Îles et écueils sous-marins, par groupes d'îles:
| Groupe de l'Illa Grossa (14,30 ha)                                                                                                  | Groupe de la Ferrera (1,95 ha) | Groupe de la Foradada (2,21 ha)                                                                                     | Groupe de Carallot (0,49 ha) |
| --- | --- | --- | --- |
| - Columbret Gran (Illa Grossa) (13,33 ha) - Trenca Timons (40 m2) - Mancolibre (0,56 ha) - Senyoreta (0,14 ha) - Mascarat (0,27 ha) | - La Ferrera (Malaspina) (1,53 ha) - Espinosa (0,03 ha) - Bauzà (0,25 ha) - Valdés (0,04 ha) - Navarrete (0,10 ha) - Laja Navarrete (50 m2) - El Ciscar - El Fidalgo | - La Foradada (1,63 ha) - Lobo (Foradadeta) (0,47 ha) - Méndez Núñez (0,11 ha) - Pedra Joaquín (20 m2) - Jorge Juan | - El Carallot (Galiano) (0,414 ha) - Cerquero (0,03 ha) - Xurruca (0,04 ha) - Baleato (0,01 ha) - Ulloa - Patiño - Luyando - Mendoza - Díaz |

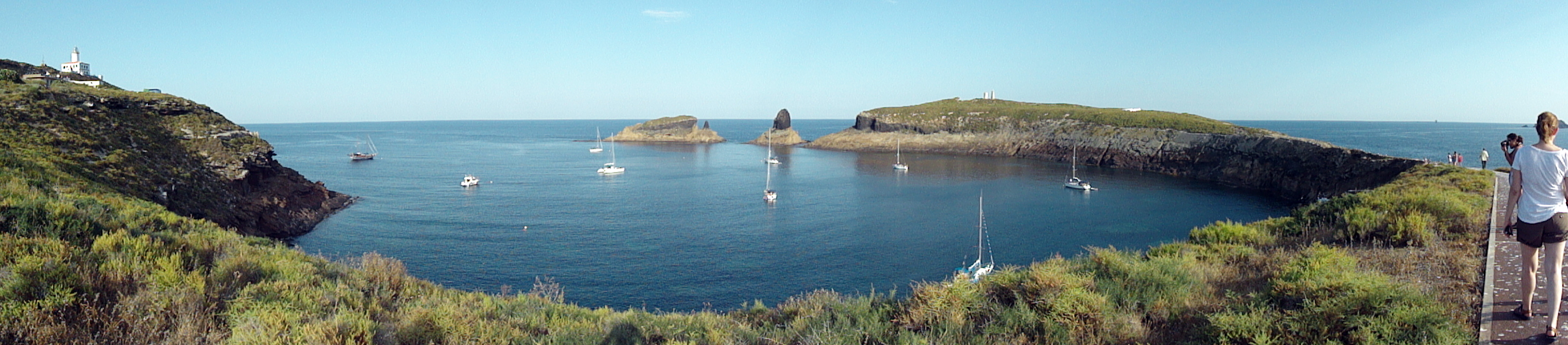
Vue panoramique de la baie de l'Illa Grossa, la plus grande des Columbretes, avec au fond les îlots de Mancolibre (à gauche) et de el Mascarat (à droite).